# 500 mil Indianapolis 1958
500 mil Indianapolis 1958 (oficiálně 42nd International 500-Mile Sweepstakes) se jela na okruhu Indianapolis Motor Speedway v Indianapolis v Indianě ve Spojených státech amerických dne 30. května 1958. Závod byl čtvrtým v pořadí v sezóně 1958 šampionátu Formule 1.

## Závod
| Poř. | Pořadí na startu | No. | Jezdec            | Konstruktér              | Kvalifikace | Pořadí v kvalifikaci | Počet kol | Kola ve vedení | Čas/Odstoupení    | Body |
| ---- | ---------------- | --- | ----------------- | ------------------------ | ----------- | -------------------- | --------- | -------------- | ----------------- | ---- |
| 1    | 7                | 1   | Jimmy Bryan       | Epperly-Offenhauser      | 144.18      | 8                    | 200       | 139            | 3:44:13.80        | 8    |
| 2    | 25               | 99  | George Amick      | Epperly-Offenhauser      | 142.71      | 25                   | 200       | 18             | + 27.63           | 6    |
| 3    | 8                | 9   | Johnny Boyd       | Kurtis Kraft-Offenhauser | 144.02      | 9                    | 200       | 18             | + 1:09.67         | 4    |
| 4    | 9                | 33  | Tony Bettenhausen | Epperly-Offenhauser      | 143.91      | 10                   | 200       | 24             | + 1:34.81         | 4    |
| 5    | 20               | 2   | Jim Rathmann      | Epperly-Offenhauser      | 143.14      | 15                   | 200       | 0              | + 1:35.62         | 2    |
| 6    | 3                | 16  | Jimmy Reece       | Watson-Offenhauser       | 145.51      | 3                    | 200       | 0              | + 2:16.95         |      |
| 7    | 13               | 26  | Don Freeland      | Phillips-Offenhauser     | 143.03      | 17                   | 200       | 0              | + 2:21.06         |      |
| 8    | 19               | 44  | Jud Larson        | Watson-Offenhauser       | 143.51      | 11                   | 200       | 0              | + 5:34.02         |      |
| 9    | 26               | 61  | Eddie Johnson     | Kurtis Kraft-Offenhauser | 142.67      | 26                   | 200       | 0              | + 6:15.76         |      |
| 10   | 33               | 54  | Bill Cheesbourg   | Kurtis Kraft-Novi        | 142.54      | 30                   | 200       | 0              | + 8:03.59         |      |
| 11   | 21               | 52  | Al Keller         | Kurtis Kraft-Offenhauser | 142.93      | 19                   | 200       | 0              | + 9:14.20         |      |
| 12   | 6                | 45  | Johnnie Parsons   | Kurtis Kraft-Offenhauser | 144.68      | 6                    | 200       | 0              | + 9:40.85         |      |
| 13   | 30               | 19  | Johnnie Tolan     | Kuzma-Offenhauser        | 142.3       | 31                   | 200       | 0              | + 9:52.24         |      |
| 14   | 17               | 65  | Bob Christie      | Kurtis Kraft-Offenhauser | 142.25      | 33                   | 189       | 0              | Smyk              |      |
| 15   | 32               | 59  | Dempsey Wilson    | Kuzma-Offenhauser        | 143.27      | 13                   | 151       | 0              | Požár             |      |
| 16   | 12               | 29  | A. J. Foyt        | Kuzma-Offenhauser        | 143.13      | 16                   | 148       | 0              | Smyk              |      |
| 17   | 31               | 77  | Mike Magill       | Kurtis Kraft-Offenhauser | 142.27      | 32                   | 136       | 0              | Diskvalifikován   |      |
| 18   | 14               | 15  | Paul Russo        | Kurtis Kraft-Novi        | 142.95      | 18                   | 122       | 0              | Chladič           |      |
| 19   | 23               | 83  | Shorty Templeman  | Kurtis Kraft-Offenhauser | 142.81      | 21                   | 116       | 0              | Brzdy             |      |
| 20   | 11               | 8   | Rodger Ward       | Lesovsky-Offenhauser     | 143.26      | 14                   | 93        | 0              | Dynamo            |      |
| 21   | 15               | 43  | Billy Garrett     | Kurtis Kraft-Offenhauser | 142.77      | 22                   | 80        | 0              | Dynamo            |      |
| 22   | 18               | 88  | Eddie Sachs       | Kuzma-Offenhauser        | 144.66      | 7                    | 68        | 1              | Řazení            |      |
| 23   | 22               | 7   | Johnny Thomson    | Kurtis Kraft-Offenhauser | 142.9       | 20                   | 52        | 0              | Řízení            |      |
| 24   | 29               | 89  | Chuck Weyant      | Dunn-Offenhauser         | 142.6       | 29                   | 38        | 0              | Nehoda            |      |
| 25   | 10               | 25  | Jack Turner       | Lesovsky-Offenhauser     | 143.43      | 12                   | 21        | 0              | Palivové čerpadlo |      |
| 26   | 4                | 14  | Bob Veith         | Kurtis Kraft-Offenhauser | 144.88      | 4                    | 1         | 0              | Nehoda            |      |
| 27   | 1                | 97  | Dick Rathmann     | Watson-Offenhauser       | 145.97      | 1                    | 0         | 0              | Nehoda            |      |
| 28   | 2                | 5   | Ed Elisian        | Watson-Offenhauser       | 145.92      | 2                    | 0         | 0              | Nehoda            |      |
| 29   | 5                | 4   | Pat O'Connor      | Kurtis Kraft-Offenhauser | 144.82      | 5                    | 0         | 0              | Fatální nehoda    |      |
| 30   | 16               | 31  | Paul Goldsmith    | Kurtis Kraft-Offenhauser | 142.74      | 24                   | 0         | 0              | Nehoda            |      |
| 31   | 24               | 92  | Jerry Unser       | Kurtis Kraft-Offenhauser | 142.75      | 23                   | 0         | 0              | Nehoda            |      |
| 32   | 27               | 68  | Len Sutton        | Kurtis Kraft-Offenhauser | 142.65      | 27                   | 0         | 0              | Nehoda            |      |
| 33   | 28               | 57  | Art Bisch         | Kuzma-Offenhauser        | 142.63      | 28                   | 0         | 0              | Nehoda            |      |

Poznámky
1. ↑  Tony Bettenhausen získal jeden bod za zajetí nejrychlejšího kola.

### Náhradníci
- První náhradník: Gene Hartley (#24)

### Jezdci, kteří se nekvalifikovali
- Fred Agabashian (#14, #56, #57, #75)
- Tony Bonadies (#58)
- Bud Clemons (#59)
- Bob Cortner (#93) – Nedokončil nováčkovský test
- Ray Crawford (#49)
- Jimmy Daywalt (#57, #69, #82)
- Rex Easton (#10, #72)
- Don Edmunds (#92)
- Jack Ensley (#17)
- Juan Manuel Fangio (#54, #77)
- Pat Flaherty (#5) – Psychika
- Elmer George (#10, #28)
- Joe Giba (#62)
- Gene Hartley (#24)
- Al Herman (#68, #75)
- Bill Homeier (#74, #95)
- Van Johnson (#58)
- Jim McWithey (#66)
- Earl Motter (#61) – Nestihl nováčkovský test
- Tom Pistone (#66) – Nedostatek zkušeností
- Eddie Russo (#55)
- Troy Ruttman (#98)
- Dutch Schaefer (#61) – Nedostatek zkušeností
- Carroll Shelby (#17) – Nezačal nováčkovský test
- Marshall Teague (#18)
- Leroy Warriner (#95)[1]

## Průběžné pořadí po závodě
Pohár jezdců
|        | Pořadí | Jezdec              | Body |
| ------ | ------ | ------------------- | ---- |
|        | 1      | Stirling Moss       | 17   |
|        | 2      | Luigi Musso         | 12   |
|        | 3      | Maurice Trintignant | 8    |
| 31     | 4      | Jimmy Bryan         | 8    |
| 1      | 5      | Harry Schell        | 8    |
| Zdroj: |        |                     |      |

Pohár konstruktérů
|        | Pořadí | Konstruktér   | Body |
| ------ | ------ | ------------- | ---- |
|        | 1      | Cooper-Climax | 19   |
|        | 2      | Ferrari       | 14   |
|        | 3      | Vanwall       | 8    |
|        | 4      | BRM           | 8    |
|        | 5      | Maserati      | 3    |
| Zdroj: |        |               |      |